# Dia Mundial do Turismo
Desde 27 de setembro de 1980, que é celebrado pela Organização Mundial do Turismo como o Dia Mundial do Turismo. Foi estabelecido pela terceira conferência da Assembleia Geral da OMT em Torremolinos (Espanha), em setembro de 1979.
A adoção destes Estatutos é considerada um marco no turismo global. O objetivo deste dia é aumentar a consciência sobre o papel do turismo na comunidade internacional e demonstrar como ele afeta os valores sociais, culturais, políticos e econômicos em todo o mundo. 
Em sua 12ª Sessão em Istambul, Turquia, em outubro de 1997, a Assembleia Geral da OMC decidiu designar um país anfitrião a cada ano para atuar como parceiro da Organização na celebração do Dia Mundial do Turismo. Na sua décima quinta sessão em Pequim, China, em outubro de 2003, a Assembleia decidiu a seguinte ordem geográfica a ser seguida nas celebrações do Dia Mundial do Turismo: 2006 na Europa; 2007 no Sul da Ásia; 2008 nas Américas; 2009 na África e 2011 no Oriente Médio.
O falecido Ignatius Amaduwa Atigbi, de nacionalidade nigeriana, foi quem propôs a ideia de marcar o dia 27 de setembro de cada ano como o Dia Mundial do Turismo. Ele foi finalmente reconhecido por sua contribuição em 2009. A cor do Dia Mundial do Turismo é Azul.
No Dia Mundial do Turismo também é celebrado o dia de são Cosme e Daminhão uma festa da igreja católica em que as pessoas fazem uma promessa a são Cosme e Daminhão de entregar doces as crianças.